# Suchogłówka korowa

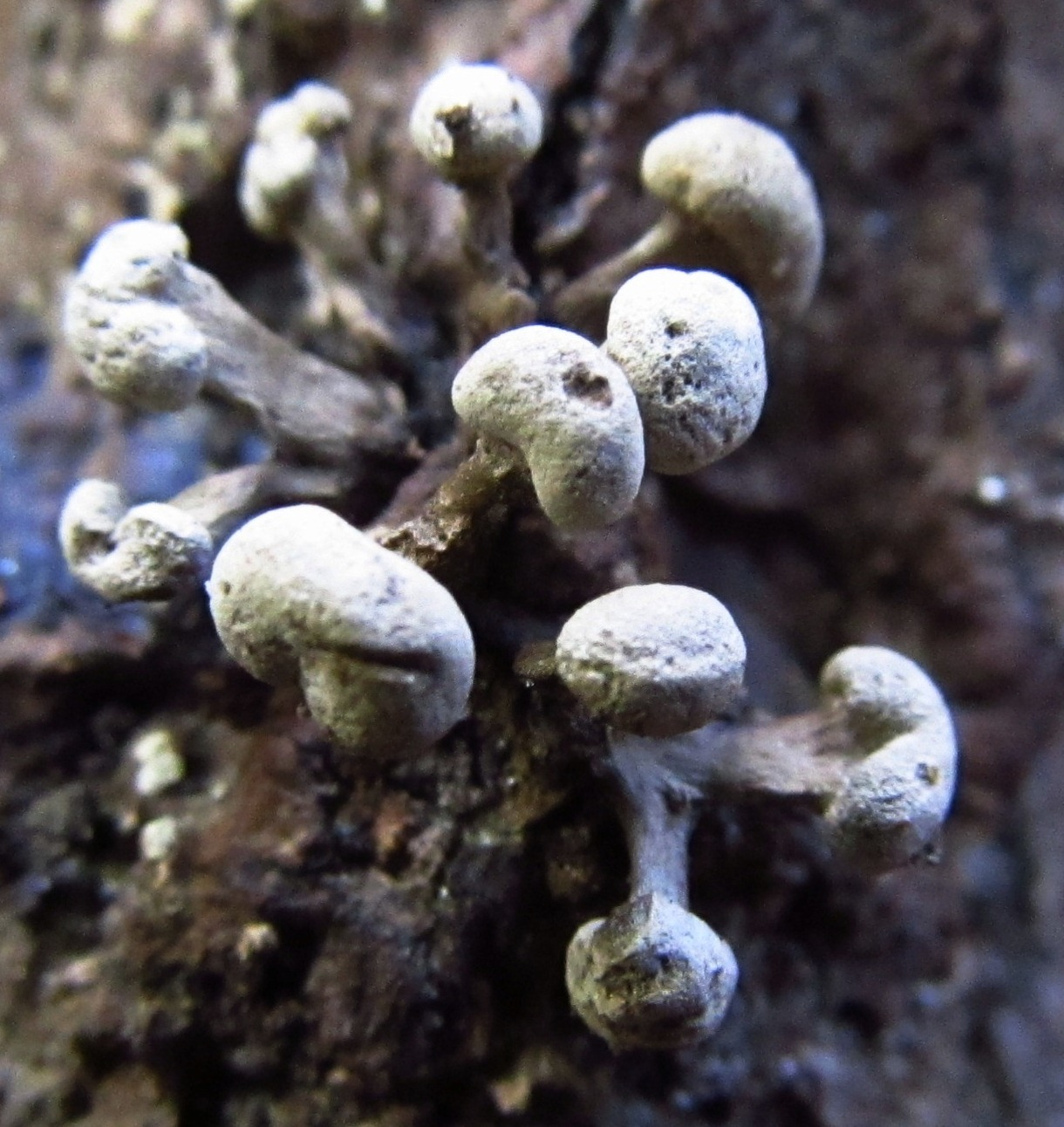
Młode owocniki

Suchogłówka korowa Phleogena faginea (Fr.) Link – gatunek grzybów z klasy Atractiellomycetes.

## Systematyka i nazewnictwo
Pozycja w klasyfikacji według Index Fungorum: Phleogena, Phleogenaceae, Atractiellales, Incertae sedis, Atractiellomycetes, Pucciniomycotina, Basidiomycota, Fungi.
Po raz pierwszy opisał ten takson Elias Fries w 1818 r. jako Onygena faginea. W 1838 r. Johann Heinrich Friedrich Link przeniósł go do rodzaju Phleogena. Synonimy:
- Helicogloea lagerheimii Pat. 1892 var. lagerheimii
- Platygloea lagerheimii (Pat.) Sacc. & P. Syd. 1899
- Saccoblastia sebacea Bourdot & Galzin 1909
- Saccoblastia sebacea Bourdot & Galzin 1909 subsp. sebacea
- Saccoblastia sebacea var. pruinosa Bourdot & Galzin 1928
- Saccoblastia sebacea Bourdot & Galzin 1909 var. sebacea
- Saccoblastia sebacea var. vulgaris Bourdot & Galzin 1928

Polską nazwę zaproponował Władysław Wojewoda w 2003 r., wcześniej opisywał ten gatunek pod nazwą główka korowa.

## Morfologia
Owocnik
Ma wysokość 2–11 mm i zbudowany jest z główki i trzonu. Główka ma średnicę 1–5 mm, jest mniej więcej kulista, lekko spłaszczona lub fasolkowata, o barwie początkowo białej, potem ochrowej, w końcu brązowej. Trzon ma średnicę 0,2–1,5 mm, długość 2–9 mm, jest cylindryczny, początkowo biały, potem podobnie jak główka ciemnieje, staje się brązowy, a w końcu niemal czarny.
Owocniki zazwyczaj wyrastają gromadnie, w skupiskach liczących od kilku do kilkuset osobników. W stanie dojrzałym owocniki pachną przyprawą maggi.
Cechy mikroskopowe
Zarodniki o kształcie mniej więcej kulistym, grubościenne, gładkie, o barwie od ochrowej do jasnobrązowej. Mają rozmiary: 4,5–10 × 4,5–9 μm. Podstawki cylindryczne z 1–4 poprzecznymi przegrodami.

## Występowanie i siedlisko
Notowany jest w Ameryce Północnej, Europie, Azji i Australii. W Polsce gatunek rzadki. Znajduje się na Czerwonej liście roślin i grzybów Polski. Ma status E – gatunek wymierający, którego przeżycie jest mało prawdopodobne, jeśli nadal będą działać czynniki zagrożenia. Znajduje się na listach gatunków zagrożonych także w Niemczech i Szwecji. W piśmiennictwie naukowym do 2013 r. podano 78 stanowisk tego gatunku na terenie Polski, głównie w parkach narodowych i rezerwatach przyrody, nieliczne tylko na obszarach nie podlegających ochronie. Najobfitszym z nich był rezerwat przyrody Bielawy koło Czerniejewa.
Nadrzewny grzyb saprotroficzny występujący w lasach. Rozwija się na korze i w jej pęknięciach lub na murszejącym drewnie na pniakach, pniach i konarach martwych lub obumierających drzew. Na żywych drzewach występuje rzadko. Notowano występowanie na następujących gatunkach drzew: klon jawor, olsza szara, brzoza brodawkowata, grab pospolity, leszczyna pospolita, buk zwyczajny, topola osika, bardzo rzadko na jodle pospolitej. Owocniki pojawiają się od sierpnia do stycznia. Zaobserwowano występowanie owocników suchogłówki korowej także na owocnikach hubiaka pospolitego oraz na ryzomorfach opieńki.